# Thaba-Tseka Airport
Thaba-Tseka Airport är en flygplats i Lesotho.   Den ligger i distriktet Thaba-Tseka, i den centrala delen av landet, 110 km öster om huvudstaden Maseru. Thaba-Tseka Airport ligger 2 229 meter över havet.
Terrängen runt Thaba-Tseka Airport är kuperad. Runt Thaba-Tseka Airport är det ganska glesbefolkat, med 25 invånare per kvadratkilometer. Närmaste större samhälle är Thaba-Tseka, 0,72 km väster om Thaba-Tseka Airport. Omgivningarna runt Thaba-Tseka Airport är i huvudsak ett öppet busklandskap.